# Carlos Soto Rengifo
Carlos Enrique Soto Rengifo (Santiago, 8 de abril de 1891-Ibíd, 27 de noviembre de 1981) fue un médico cirujano y político chileno, miembro del Partido Socialista (PS). Se desempeñó como ministro de Educación Pública de su país, durante la llamada «República Socialista de Chile», presidida por Carlos Dávila entre junio y agosto de 1932.

## Biografía

### Familia y estudios
Nació en Santiago de Chile el 8 de abril de 1891, hijo de Casiano Soto y Rosa Rengifo. Realizó sus estudios superiores en la Escuela de Medicina de la Universidad de Chile, titulándose como médico cirujano en 1926.
Se casó en Santiago el 26 de octubre de 1981 con Lila Rosa González Utreras, hija de Carlos Luis González y Lucinda Rosa Utreras.

### Carrera profesional y política
Realizó su internado en el Hospital San Francisco de Borja, recinto médico en el cual ejerció su profesión durante varios años.
Militante del Partido Socialista (PS), el 16 de junio de 1932, fue nombrado por el presidente de la Junta de Gobierno de la República Socialista de Chile (establecida mediante un golpe de Estado el 4 de junio), Carlos Dávila Espinoza como titular del Ministerio de Educación Pública, actuando en el cargo hasta el 1 de agosto del mismo año.
Falleció en Santiago el 27 de noviembre de 1981, a los 90 años.